# Chiyu mahō no machigatta tsukaikata: Senjō o kakeru kaifuku yōin
Chiyu mahō no machigatta tsukaikata: Senjō o kakeru kaifuku yōin (治癒魔法の間違った使い方 ~戦場を駆ける回復要員~, litt. « La mauvaise façon d'utiliser la magie de soin: Le personnel soignant fonçant à travers le champ de bataille »), aussi connue à l'étranger sous le nom de The Wrong Way to Use Healing Magic (litt. « La mauvaise façon d'utiliser la magie de soin »), est une série de light novel japonais écrite par Kei Kurokata. Publiée à l'origine comme une websérie sur le site Shōsetsuka ni narō depuis le 14 mars 2014, la série a depuis été publiée par l'éditeur MF Books (ja) avec des illustrations de KeG depuis le 25 mars 2016, dont douze volumes ont été publiés en date de décembre 2021,.
La série a été adaptée en manga et une adaptation en anime a été annoncée.

## Synopsis
Usato Ken est un lycéen normal en classe de première. Un jour, alors qu'il pleuvait, deux élèves du conseil étudiant, admiré de tout le lycée, senpai de Usato Ken, Inukami Suzune et Ryuusen Kazuki, s'aperçoivent qu'il n'a pas de parapluie. Connaissant Ken, ils décident de rentrer ensemble ne partageant leur parapluies, mais ils se retrouvent soudainement invoqués dans un autre monde en tant que héros. Malheureusement, il semblerait que Ken ne faisait pas partie de l'invocation mais a été emporté avec ses deux senpai, et il n'a aucun moyen pour retourner sur Terre. Que va-t-il faire ? Va-t-il sombrer dans le désespoir ou va-t-il agir ?

## Personnages
- Usato Ken (兎里 健, Usato Ken?)

Le protagoniste de l'histoire.
- Inukami Suzune (犬上 鈴音, Inukami Suzune?)

La présidente du conseil étudiant.
- Ryuusen Kazuki (龍泉 一樹, Ryuusen Kazuki?)

Le vice-président du conseil étudiant.

## Productions et supports

### Manga
Une adaptation en manga est prépubliée dans le magazine de prépublication Monthly Comp Ace, depuis le 26 avril 2017.

### Anime
Une adaptation de la série en anime a été annoncée.